# Your Studio and You
Your Studio and You è un cortometraggio del 1995 scritto e diretto da Trey Parker.